# 安扎克峰
安扎克峰（英語：Anzac Peak），是南極洲的山峰，位於澳大利亞海外領地赫德島，處於莫森峰西北面，屬於勞倫斯半島的一部分，海拔高度715米，該山峰被冰雪封蓋。

## 外部連結
- Click here （页面存档备份，存于） to see a map of Heard Island and McDonald Islands, including all major topographical features

52°59′32″S 73°17′58″E / 52.99222°S 73.29944°E